# PpkBB3cker
ppkBB3cker — открытый движок BitTorrent-Трекера на базе модифицированного и улучшенного phpBB3 Olympus. существуют две версии скрипта — бесплатная (free) и улучшенная (donate).
ppkBB3cker написан на PHP и для хранения данных использует СУБД MySQL

## Возможности
Движок обладает множеством функций и возможностей:
- Определение форумов как форумов-трекеров
- Определение форумов как форумов-чатов
- Определение загружаемых изображений как постеров и/или скриншотов
- Определение возможностей по раздаче/скачиванию торрентов на основе назначаемых прав
- Настраиваемые на каждый форум дополнительные поля при создании торрента
- Учёт скачанного/розданного/ратио и т.д. пользователей
- Система бонусов при раздаче
- Конфигурация данных пользователей по трекеру через администраторский раздел
- Просмотр информации о загруженных, скачиваемых, раздаваемых и т.д. пользователями торрентов
- Просмотр информации по торренту о скачивающих, раздающих и т.д. пользователях
- Просмотр статистики по трекеру, а также просмотр топа раздач и пользователей
- Система "спасибо" за торренты
- Изменение настроек трекера и чата через администраторский раздел
- Определение ролей и групп специфичных для трекера через администраторский раздел